# Paquet d'ona

Fig.1 Paquet d'ona no dispersiu

Fig.2 Paquet d'ona dispersiu

Paquet d'ona, en física, és una ona de curta durada que viatja com si fos una unitat d'energia. Un paquet d'ona pot ser sintetitzat mitjançant un sumatori o integral d'ones sinusiodals amb diferents nombres d'ona. Cada component i, per tant, el paquet d'ona són solucions de l'equació d'ona. Depenent de l'equació d'ona, els paquets d'ona poder ser no dispersius (el perfil de l'amplitud roman constant) o dispersius (el perfil de l'amplitud no roman constant).
En el camp de la mecànica quàntica, aquesta equació d'ona és precisament l'equació d'Schrödinger. Llavors és possible de deduir l'evolució temporal del sistema quàntic.

## Definició
Considerant l'equació d'ona de la física clàssica :
{\displaystyle {\partial ^{2}u \over \partial t^{2}}=c^{2}{\nabla ^{2}u}} on {\displaystyle c} és la velocitat de 'ona en el mitjà de propagació.
La solució és en forma d'ones planes :
{\displaystyle u(\mathbf {x} ,t)=e^{i{(\mathbf {k\cdot x} }-\omega t)}}
Llavors sabent que el paquet d'ona és un sumatori o integral d'ones planes :
{\displaystyle u(x,t)={\frac {1}{\sqrt {2\pi }}}\int _{-\infty }^{\,\infty }A(k)~e^{i(kx-\omega (k)t)}dk.}
i s'obté :
{\displaystyle {\begin{aligned}u(x,t)&=e^{-(x-ct)^{2}+ik_{0}(x-ct)}\\&=e^{-(x-ct)^{2}}\left[\cos \left(2\pi {\frac {x-ct}{\lambda }}\right)+i\sin \left(2\pi {\frac {x-ct}{\lambda }}\right)\right].\end{aligned}}} que representa la Fig.1